# Râul Putnișoara, Suceava
Râul Putnișoara este un curs de apă, afluent al râului Putna în județul Suceava.  

## Hărți
- Harta județului Suceava
- Harta Obcinele Bucovinene  Arhivat în 30 iulie 2009, la Wayback Machine.
- Ovidiu Gabor - Economic Mechanism in Water Management  Arhivat în 5 martie 2009, la Wayback Machine.